# Chancel Mbemba Mangulu
Chancel Mbemba Mangulu (Kinshasa, 1994. augusztus 8. –) kongói DK válogatott labdarúgó, az Olympique Marseille játékosa.

## Sikerei, díjai
- RSC Anderlecht
  - Belga bajnok: 2013–14
  - Belga szuperkupa: 2013, 2014

- Newcastle United
  - Angol másodosztály bajnok: 2016–17

- Porto
  - Portugál bajnok: 2019–20, 2021–22
  - Portugál kupa: 2019–20, 2021–22
  - Portugál szuperkupa: 2020